# ليتل جرين كريك

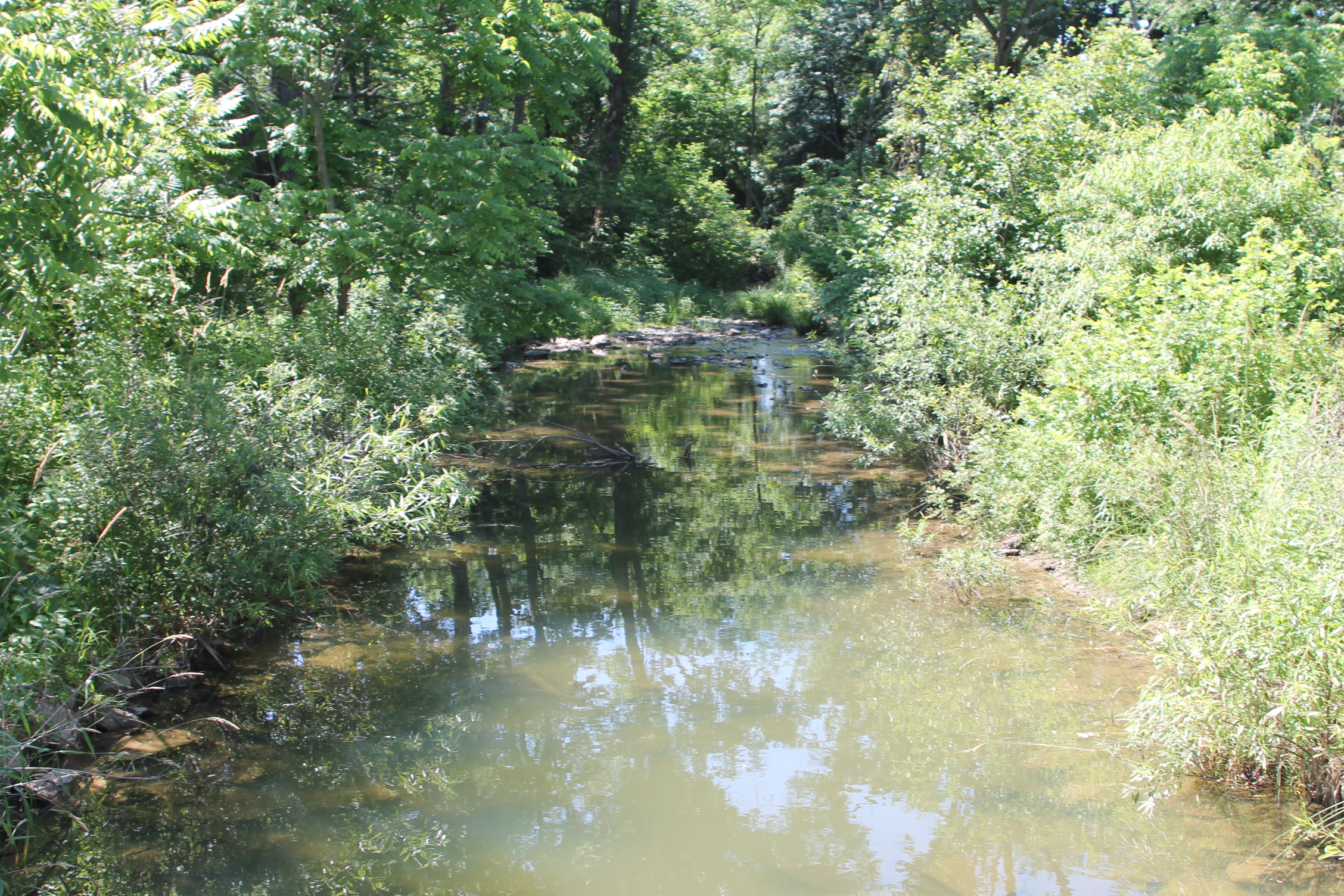
ليتل جرين كريك

ليتل جرين كريك هو أحد روافد جرين كريك في مقاطعة كولومبيا ، بنسلفانيا ، في الولايات المتحدة. يبلغ طوله حوالي 4.7 ميل (7.6 كـم) طويلًا ويتدفق عبر بلدة Greenwood .  تبلغ مساحة مستجمعات المياه في الخور 5.01 ميل مربع (13.0 كـم2) . بني جسران على الأقل فوق الخور وعلى سلسلة تلال واحدة في المنطقة المجاورة لها.

## مسار
يبدأ Little Green Creek في وادي في Greenwood Township ، على بعد أقل من ميل واحد جنوب الحدود بين Greenwood Township و Jackson Township . يتدفق شرقًا لمسافة ما ، مستلمًا رافدًا ليس له اسم، ثم أن يتحول تدريجياً إلى الجنوب الشرقي ويتدفق إلى جانب مسار أوستن. على مدى الأميال القليلة التالية ، يتحول تدريجياً بين الجنوب والجنوب الشرقي والجنوب قبل أن يصبح واديه فجأة أكثر ضحالة. يستمر الخور في التدفق بين الجنوب والجنوب الشرقي ، حيث يعبر طريق بنسلفانيا 254 ويدخل روهرسبورغ . في روهرسبورغ ، تصل إلى نقطة التقاء جرين كريك على بعد عدة مئات من الأقدام. 
ليتل جرين كريك ينضم إلى جرين كريك 4.16 ميل (6.69 كـم) المنبع من فمه. 

## الجغرافيا ومستجمعات المياه
يبلغ الارتفاع بالقرب من مصب ليتل جرين كريك 617 قدم (188 م) فوق مستوى سطح البحر .  يبلغ ارتفاع مصدر الخور ما بين 1,020 قدم (310 م) و 1,040 قدم (320 م) فوق مستوى سطح البحر.  يقع جزء من الخور بالقرب من غابة كثيفة ومنحدر تل شديد الانحدار 400 قدم (120 م) عالية وتقع على الحافة الشمالية لوادي غرينوود . بدأ إعصار كولومبيا / مقاطعة لوزيرن في 19 أغسطس 1890 بالقرب من هذه المنطقة. توجد أيضًا سلسلة من التلال تقع إلى الغرب من الخور. 
تبلغ مساحة مستجمعات المياه في ليتل جرين كريك 5.01 ميل مربع (13.0 كـم2) .  ويقع كل من مصدر الخور ومصبه في دائرة المسح الجيولوجي الأمريكية الرباعية لبنتون.  ينص جرد المناطق الطبيعية في مقاطعة كولومبيا على أنه من المحتمل العثور على "سمات [بيولوجية] حساسة" على طول الخور. 

## التاريخ وأصل الكلمة
كانت المنطقة التعليمية والمنطقة الجغرافية المعروفة باسم منطقة ليتل جرين كريك موجودة في شمال غرينوود تاونشيب في القرن التاسع عشر. وأطلق عليه اسم Little Green Creek ، التي تدفقت عبر المنطقة.  نشأ الموسيقي والملحن أوتو بورتر إكيلر في مزرعة على طريق أوستن بالقرب من الخور. 
أدخل Little Green Creek في نظام معلومات الأسماء الجغرافية في 2 أغسطس 1979. معرفها في نظام معلومات الأسماء الجغرافية هو 1179558. 
تم بناء جسر سترينجر الصلب فوق ليتل جرين كريك في عام 1910 وتم إصلاحه في عام 1991. 24.0 قدم (7.3 م) بطول 1.2 ميل (1.9 كـم) شمال غرب روهرسبورغ. تم بناء جسر آخر ، جسر خرساني ، فوق الخور في عام 1918. يبلغ 25.9 قدم (7.9 م) وطوله 1.0 ميل (1.6 كـم) شمال غرب روهرسبورغ. يحمل الجسران T-599 و T-580 على التوالي. 
سمي ليتل جرين كريك بحقيقة أنه أصغر من جرين كريك ، وهو أحد روافده. 

## أنظر أيضا
- ريكارد هولو ، الرافد التالي لخرين كريك يتجه نحو مجرى النهر
- قائمة روافد خور الصيد (الفرع الشمالي لنهر سسكويهانا)